# Krispy Kreme

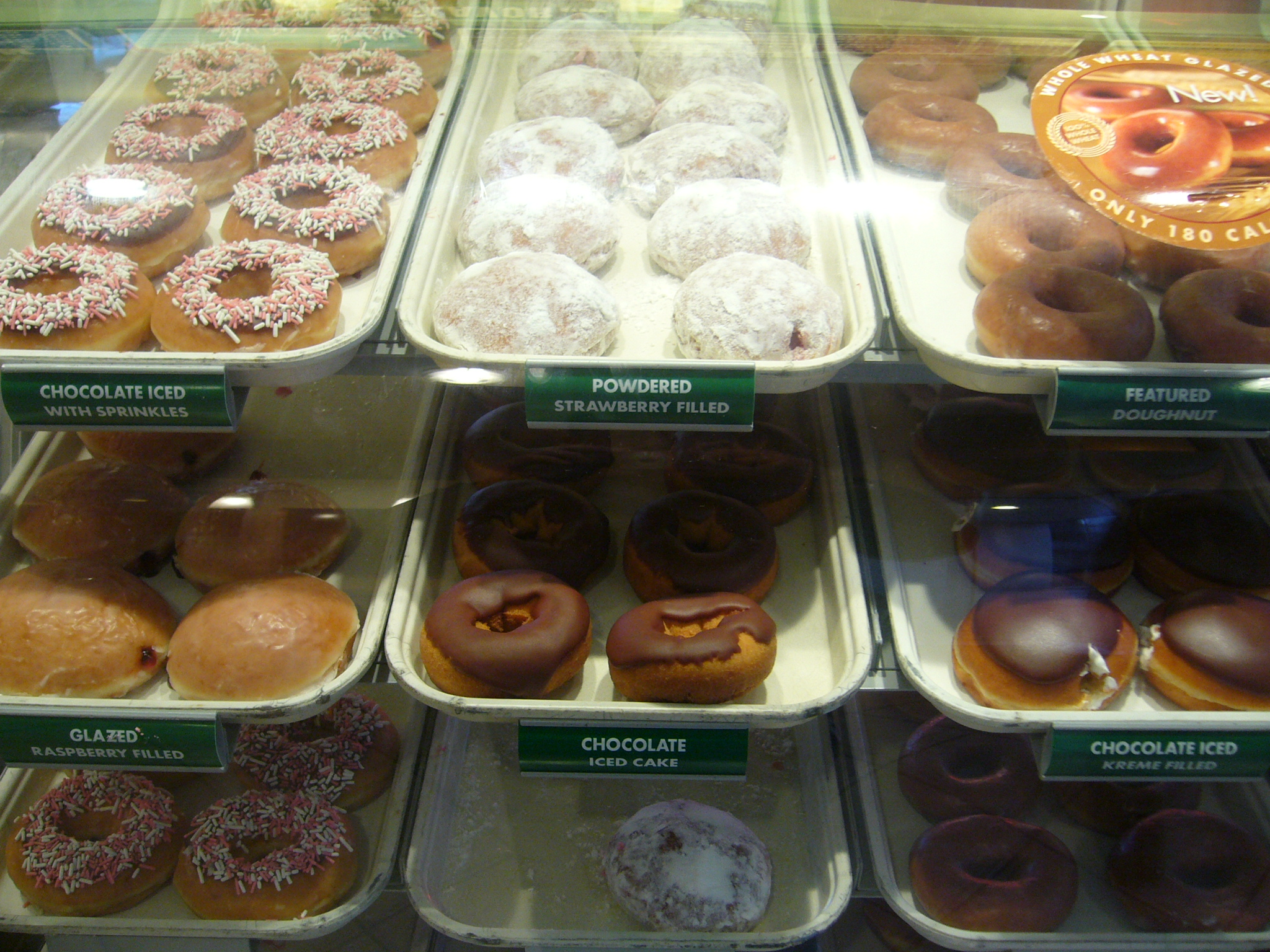
Ein Sortiment von Donuts in einem Geschäft in Washington D. C.

Krispy Kreme ist eine US-amerikanische Schnellrestaurantkette, die hauptsächlich Gebäck wie Donuts, aber auch Kaffee und milkshake-artige Getränke verkauft.
Krispy Kreme wurde 1937 von Vernon Rudolph in Winston-Salem, North Carolina gegründet. Rudolph hatte zuvor ein Geheimrezept zur Herstellung von Hefe-Donuts gekauft, um diese dann an lokale Geschäfte zu verkaufen. Schon wenig später ging er dazu über, seine Ware direkt von seiner Bäckerei aus anzubieten. Heute ist es typisch für Krispy Kreme, dass der Herstellungsbereich vom Verkaufsraum innerhalb eines Ladens durch eine große Scheibe getrennt ist. Diese ermöglicht es den Kunden, die Herstellung der Donuts zu verfolgen. In denjenigen Läden, in denen auch Donuts hergestellt werden, ist eine große runde Leuchtplakette angebracht. Immer wenn diese rot leuchtet, erhält man beim Kauf von Donuts einen „Original glazed“ frisch vom Band gratis dazu.
In den 1960er Jahren begann Krispy Kreme, das bis dahin nur lokal präsent war, mehrere Geschäfte im Südosten der USA zu eröffnen. In den 1990er Jahren expandierte Krispy Kreme auch in den Rest der USA, sowie nach Kanada, Mexiko, Südkorea, Großbritannien, Japan, der Türkei und Australien. Auf Stand des Geschäftsberichts 2013 gab es 773 Geschäfte (incl. Franchise-Nehmer), und das Unternehmen beschäftigte circa 4300 Mitarbeiter.
Das Unternehmen war ab 2000 börsennotiert. Anfangs im NASDAQ, jedoch ab 2001 an der New York Stock Exchange. Anfang Mai 2016 gab die JAB Holding bekannt, Krispy Kreme für 1,35 Mrd. US-Dollar übernehmen zu wollen. Nach erfolgter Übernahme wurde die Börsennotierung im weiteren Verlauf des Jahres eingestellt. Im Juli 2021 wurde Krispy Kreme wieder als Aktie am NASDAQ eingeführt. Zunächst war beim Börsengang eine Spanne zwischen 21 und 24 USD anvisiert. Letztlich wurde aufgrund der geringen Nachfrage 17 USD taxiert.
Seinen ersten Versuch in Deutschland startete die Kette Krispy Kreme Doughnuts im Main-Taunus-Zentrum bei Frankfurt am Main. Dort wurden die Hefekringel vom 23. Oktober 2017 bis zum 4. November 2017 erstmals in Deutschland angeboten. Das Unternehmen gab zu Monatsbeginn im Mai 2024 bekannt, dass es seine vollständige Expansion nach Deutschland plant. Die erste Filiale soll 2025 in Berlin entstehen.